# Sven Anderson (skulptör)
För andra personer med detta namn, se Sven Andersson.

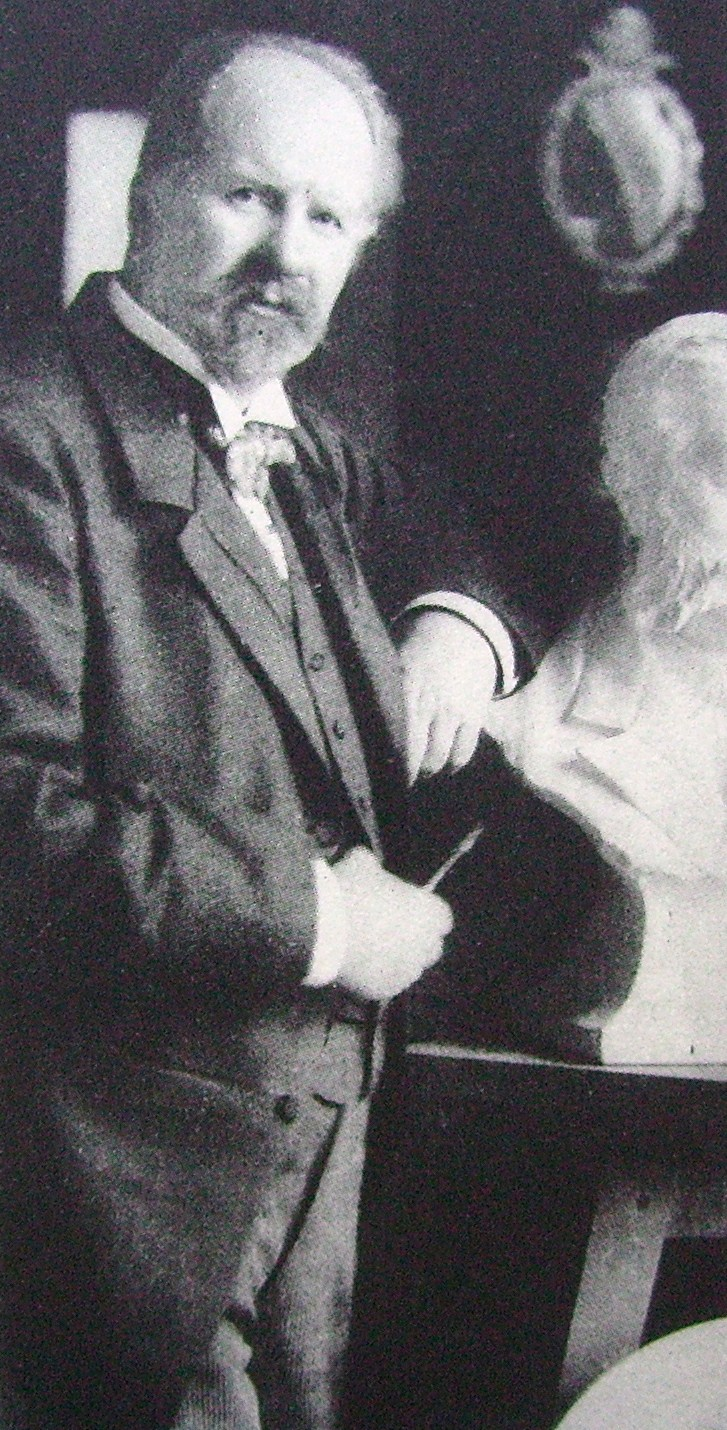
Sven Anderson.

Sven Anderson, kallad Sven i Rosengård, född 24 augusti 1846 i Gnosjö, död 4 januari 1920 i Helsingborg, var en svensk bildhuggare.

## Biografi
Anderson studerade på Konstakademien i Stockholm 1872–1875. Han blev mest känd för sina medaljongporträtt av riksdagens ledamöter i slutet av 1800-talet, vilka han skänkte till riksdagshuset. Sven Anderson utförde dessutom en mängd andra porträtt i relief eller byst, varav exemplar (i gips) skänkts till olika institutioner. Under sina senare år var Anderson verksam i Malmö och Lund. Andersson finns representerad vid bland annat Nationalmuseum i Stockholm.
Han var son till lantbrukaren Anders Danielsson och Kajsa Arvedsdotter och från 1903 gift med Elin Nilsson.

## Offentliga verk i urval
- Byst över Gustaf Rydberg, 1934, brons, Kungsparken, Malmö
- Byst över Anders Caspar Holm, 1916, brons, Kungsparken, Malmö
- Byst över Axel Danielsson, 1901, brons, Folkets Park, Malmö
- Byst över Göran Hammar, Norre katta park, Halmstad

## Fotogalleri

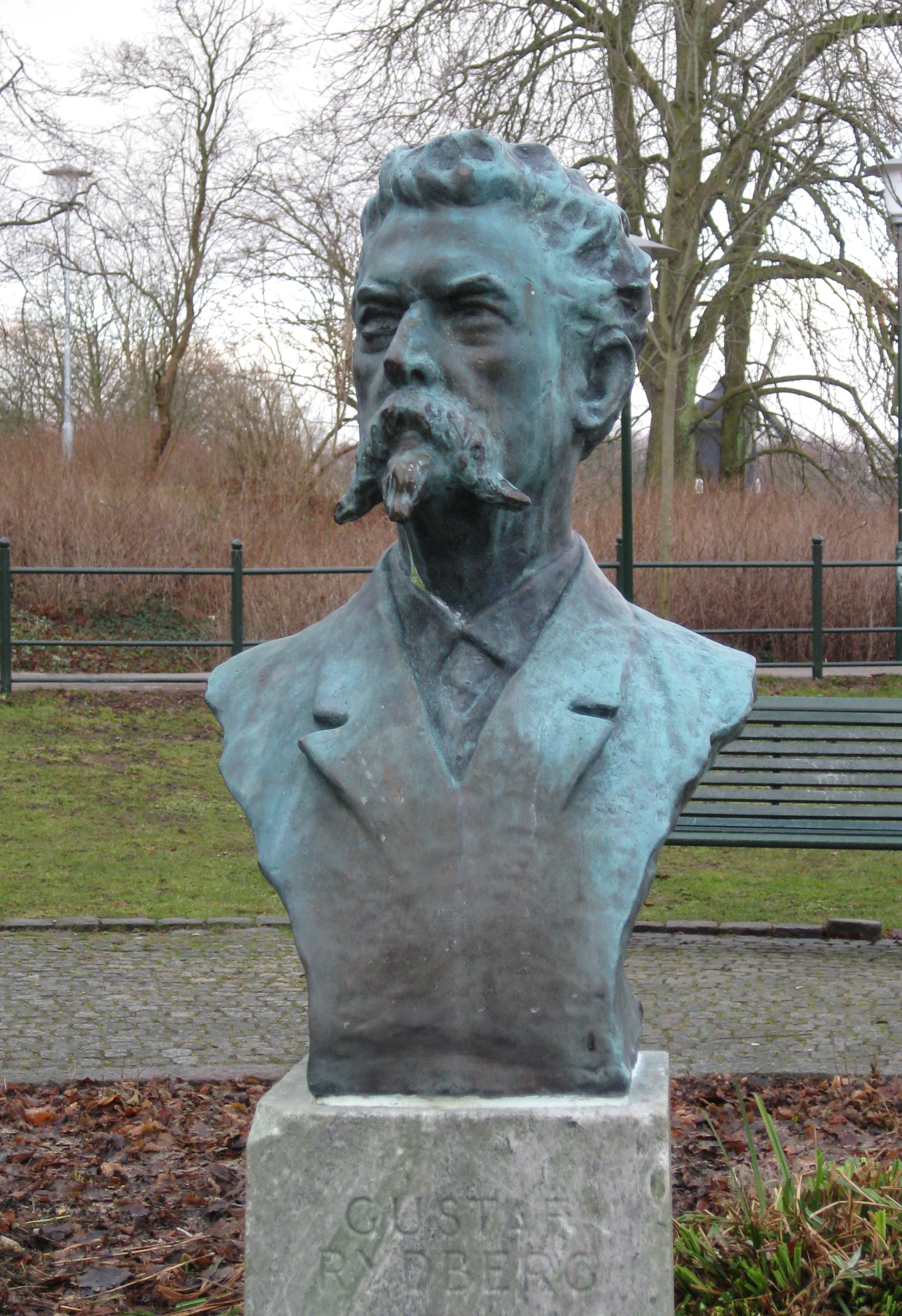
Gustaf Rydberg.
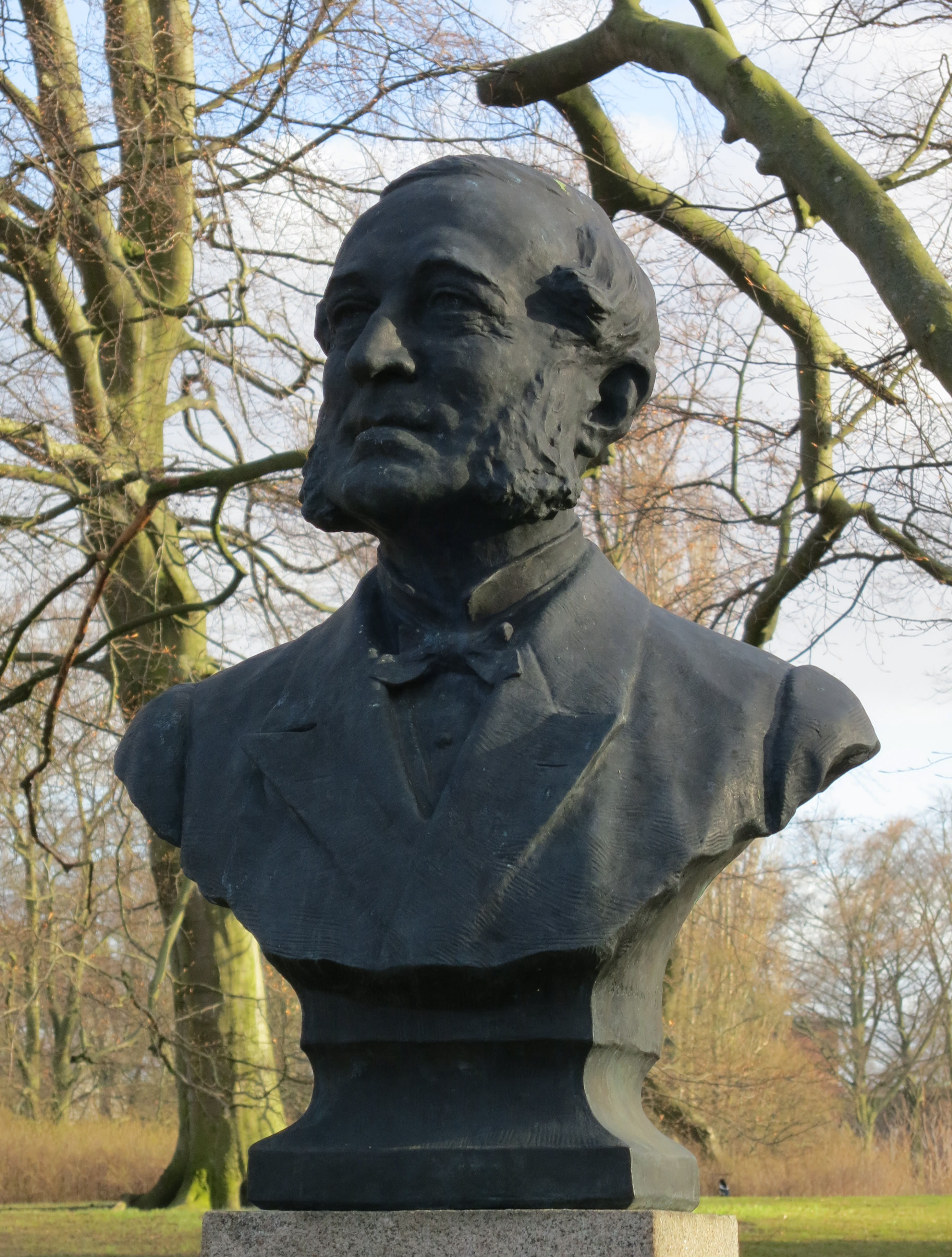
Anders Caspar Holm.
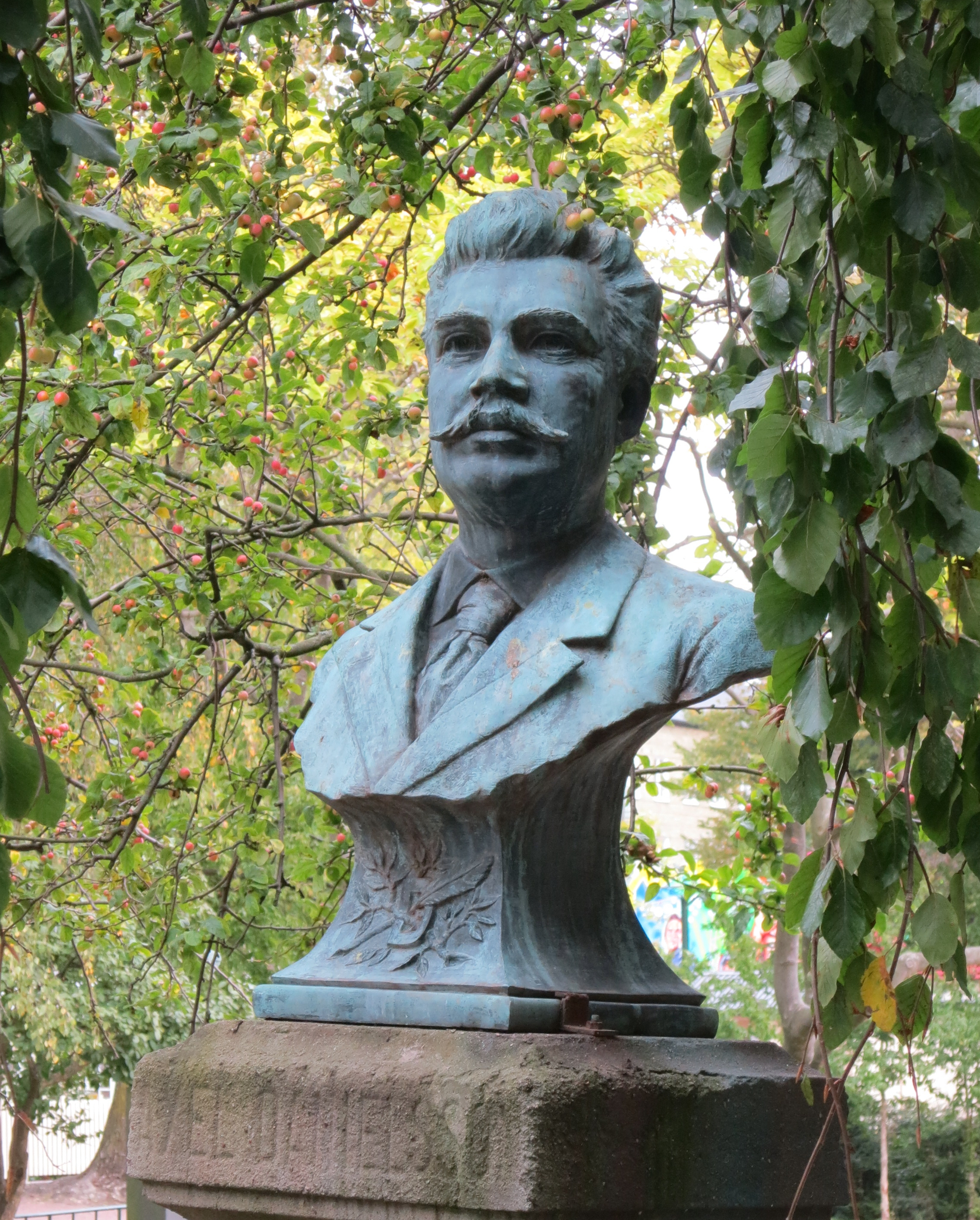
Axel Danielsson.
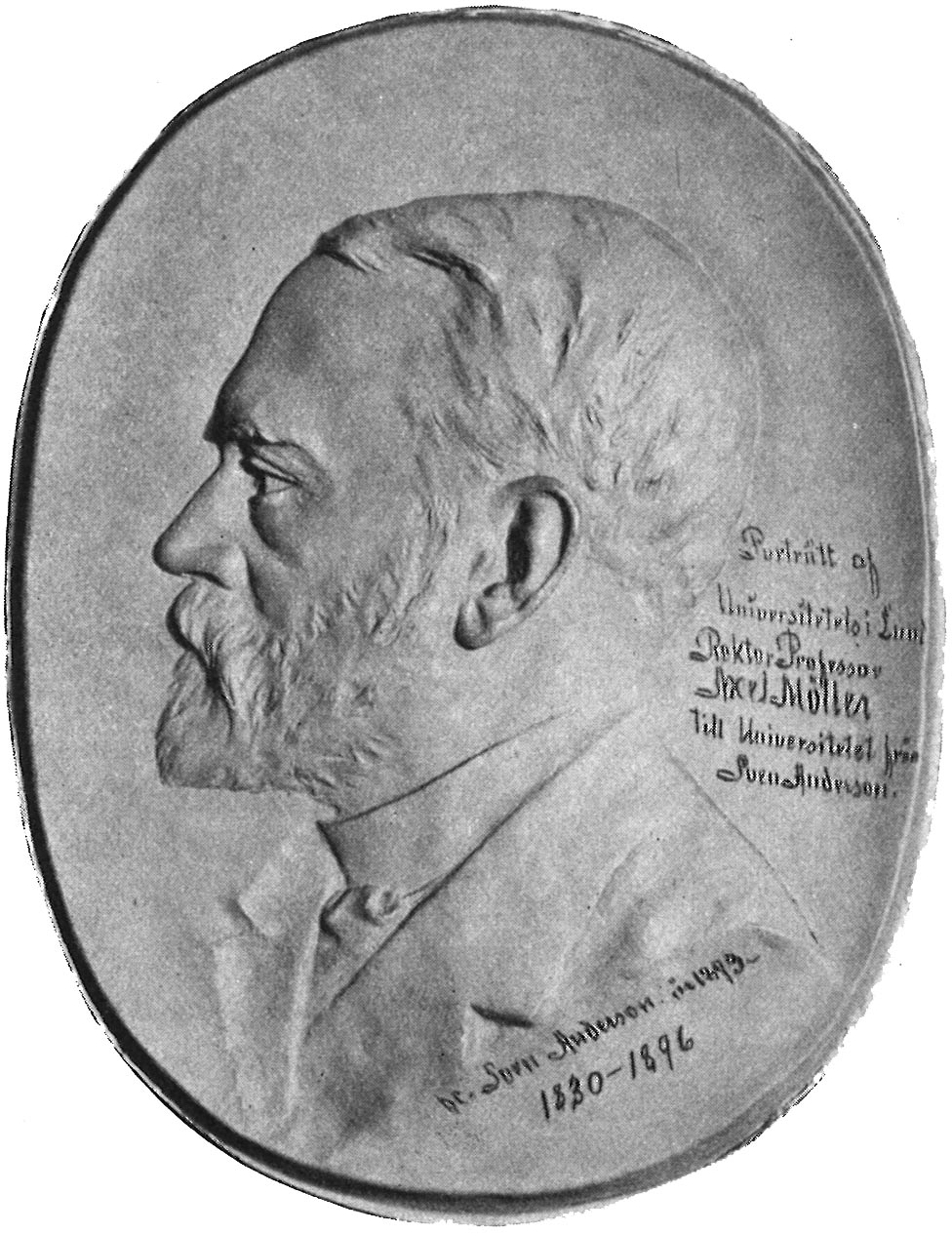
Medaljong av professor Axel Möller (1893).